# İktisadi Kalkınma Vakfı
Pour les articles homonymes, voir IKV.
L'İktisadi Kalkınma Vakfı (IKV ; en français « Fondation de développement économique ») est une organisation de recherche non gouvernementale à but non lucratif spécialisée sur l'Union européenne et les relations entre la Turquie et l'Union, fondée en 1965.

## Historique
La création de l'IKV est le résultat des initiatives conjointes de la chambre de commerce d'Istanbul (en) et de la chambre d'industrie d'Istanbul le 26 novembre 1965 (deux ans après l'entrée en vigueur de l'accord d'Ankara). Le but de l'organisation était d'informer le secteur privé et le secteur public turcs sur le processus d'intégration européenne et les relations entretenues entre la Turquie et l'Union européenne. En 1984, l'IKV a établi des bureaux à Bruxelles afin d'améliorer ses contacts avec les institutions européennes.

## Organisation

### Soutiens
Les activités de l'IKV sont soutenues par la chambre de commerce d'Istanbul et la chambre d'industrie d'Istanbul ainsi que par des représentants du milieu des affaires, etc.
Parmi les autres soutiens figurent l'Union des chambres et des bourses de Turquie, l'Assemblée des exportateurs turcs, l'Association turque du business et de l'industrie, l'Association des exportateurs de vêtements et textile d’Istanbul, la Bourse des marchandises d'Istanbul, l'Association des banques turques, la Confédération des syndicats d'employeurs de Turquie et enfin l'Union des chambres d'agriculture de Turquie.

### Présidents de l'IKV
- Fazıl Zobu – Président fondateur
- Behçet Osmanağaoğlu – Président fondateur
- Ertuğrul Soysal - 1976-1978
- Basri Öztekin - 1979-1982
- Refik Baydur - 1982-1983
- Asım Kocabıyık - 1983-1985
- Jak Kamhi - 1987-1992
- Sedat Alaoğlu - 1992-1994
- Meral Gezgin Eriş - 1995-2002
- Davut Ökütçü - 2003-2007
- Haluk Kabaalioğlu - 2007-2014
- Ömer Cihad Vardan - 2014-

## Sources